# Stanton County (Nebraska)
Stanton County ist ein County im Bundesstaat Nebraska der Vereinigten Staaten. Der Verwaltungssitz (County Seat) ist Stanton.

## Geographie
Das County liegt im Nordosten von Nebraska, ist im Norden etwa 90 km von South Dakota, im Osten etwa 80 km von Iowa entfernt und hat eine Fläche von 1116 Quadratkilometern, wovon 3 Quadratkilometer Wasserfläche sind. Es grenzt im Uhrzeigersinn an folgende Countys: Cuming County, Colfax County, Platte County, Madison County und Wayne County.

## Geschichte
Stanton County wurde 1865 gebildet. Benannt wurde es nach dem Kriegsminister Edwin M. Stanton während der Amtszeit von Präsident Abraham Lincoln.

## Demografische Daten

Alterspyramide des Stanton Countys (Stand: 2000)

Nach der Volkszählung im Jahr 2000 lebten im Stanton County 6455 Menschen in 2297 Haushalten und 1784 Familien. Die Bevölkerungsdichte betrug 6 Einwohner pro Quadratkilometer. Ethnisch betrachtet setzte sich die Bevölkerung zusammen aus 96,72 Prozent Weißen, 0,42 Prozent Afroamerikanern, 0,48 Prozent amerikanischen Ureinwohnern, 0,12 Prozent Asiaten und 1,38 Prozent aus anderen ethnischen Gruppen; 0,88 Prozent stammten von zwei oder mehr Ethnien ab. 2,31 Prozent der Bevölkerung waren spanischer oder lateinamerikanischer Abstammung.
Von den 2297 Haushalten hatten 38,9 Prozent Kinder und Jugendliche unter 18 Jahre, die bei ihnen lebten. 67,5 Prozent waren verheiratete, zusammenlebende Paare, 7,2 Prozent waren allein erziehende Mütter, 22,3 Prozent waren keine Familien, 19,2 Prozent waren Singlehaushalte und in 8,1 Prozent lebten Menschen im Alter von 65 Jahren oder darüber. Die Durchschnittshaushaltsgröße betrug 2,76 und die durchschnittliche Familiengröße lag bei 3,16 Personen.
Auf das gesamte County bezogen setzte sich die Bevölkerung zusammen aus 29,8 Prozent Einwohnern unter 18 Jahren, 7,6 Prozent zwischen 18 und 24 Jahren, 27,4 Prozent zwischen 25 und 44 Jahren, 21,8 Prozent zwischen 45 und 64 Jahren und 13,5 Prozent waren 65 Jahre alt oder darüber. Das Durchschnittsalter betrug 36 Jahre. Auf 100 weibliche Personen kamen 98,4 männliche Personen. Auf 100 Frauen im Alter von 18 Jahren oder darüber kamen statistisch 96,4 Männer.
Das jährliche Durchschnittseinkommen eines Haushalts betrug 36.676 USD, das Durchschnittseinkommen der Familien betrug 41.040 USD. Männer hatten ein Durchschnittseinkommen von 27.969 USD, Frauen 19.428 USD. Das Prokopfeinkommen betrug 15.511 USD. 5,3 Prozent der Familien und 6,8 Prozent der Bevölkerung lebten unterhalb der Armutsgrenze. Davon waren 6,8 Prozent Kinder oder Jugendliche unter 18 Jahre und 7,2 Prozent waren Menschen über 65 Jahre.

## Orte im County
- Pilger
- Spurville
- Stanton